# بورس یورونکست بروکسل
بورس یورونکست بروکسل (فرانسوی: Bourse de Bruxelles‎) بازار بورس اوراق بهادار بروکسل است، که در سال ۱۸۰۱ تأسیس شد و هم‌اکنون سهام ۱۸۱ شرکت در آن معامله می‌شود.